# صامويل تيتو أرماندو
صامويل تيتو أرماندو (1957 - 6 أغسطس 2009) (بالبرتغالية: Samuel Tito Armando‏) هو دبلوماسي أنغولي، كان سفيرا لأنغولا لدى روسيا في الفترة من 2006 إلى 2009.

## سيرته
ولد في عام 1957، تخرج من كلية الاقتصاد والقانون في الجامعة الروسية لصداقة الشعوب عام 1990. تخصص في العلاقات الدولية، والعلاقات الاقتصادية الدولية، وإدارة وتقييم المشاريع الصناعية. وعمل في مؤسسات التعدين في أنغولا. شغل منصب نائب وزير الجيولوجيا والتعدين في أنغولا.
وفي 22 سبتمبر 2006، عُيّن سفيرا فوق العادة لجمهورية أنغولا لدى روسيا، وقد عُين أيضا سفيرا فوق العادة لأنغولا لدى جمهورية مولدوفا، وأوكرانيا.
توفي في 6 أغسطس 2009 ، وتم نقل جثته إلى وطنه.
كان متزوجا ولديه ابن وابنة.